# Aeropuerto Internacional de London
El Aeropuerto Internacional de London (del inglés: London International Airport) (IATA: YXU, OACI: CYXU), está ubicado a 5 millas náuticas (9.3 km; 5.8 mi) al noreste de la ciudad de London, Ontario, Canadá.
En 2019, el aeropuerto atendió a 683,155 pasajeros, y, en 2011, fue el vigésimo más ocupado en Canadá en términos de movimientos de aeronaves, con 94,747. Air Canada Express, WestJet y WestJet Encore sirven al Aeropuerto Internacional de London. También brinda servicios para aerolíneas de carga.
El aeropuerto está clasificado como aeropuerto de entrada por Nav Canada y cuenta con personal de la Agencia de Servicios Fronterizos de Canadá (CBSA). Los oficiales de CBSA en este aeropuerto pueden manejar aviones con no más de 180 pasajeros; sin embargo, pueden manejar hasta 450 si la aeronave se descarga por etapas.

## Aerolíneas y destinos

### Pasajeros
| Aerolíneas         | Destinos                       |
| ------------------ | ------------------------------ |
| Air Canada Express | Toronto–Pearson                |
| Air Transat        | Estacional: Cancún, Punta Cana |
| Flair Airlines     | Estacional: Vancouver          |
| WestJet            | Calgary                        |

### Destinos nacionales
Se brinda servicio a 3 ciudades dentro del país a cargo de 3 aerolíneas.
| Calgary (YYC)   |   | • |   |   | 1 |
| Toronto (YYZ)   |   |   | • |   | 1 |
| Vancouver (YVR) | • |   |   |   | 1 |
| Total           | 1 | 1 | 1 | 0 | 3 |

### Destinos internacionales
Se ofrece servicio a 2 destinos internacionales (estacionales), a cargo de 1 aerolínea.
| Ciudades por países                                        | Nombre del aeropuerto                  | Aerolíneas               |              |              |              |
| Norteamérica                                               | Norteamérica                           | Norteamérica             | Norteamérica | Norteamérica | Norteamérica |
| ---------------------------------------------------------- | -------------------------------------- | ------------------------ | ------------ | ------------ | ------------ |
| México (1 destino [estacional], 1 aerolíneas)              |                                        |                          |              |              |              |
| Cancún                                                     | Aeropuerto Internacional de Cancún     | Air Transat (Estacional) |              |              |              |
| El Caribe                                                  |                                        |                          |              |              |              |
| República Dominicana (1 destino [estacional], 1 aerolínea) |                                        |                          |              |              |              |
| Punta Cana                                                 | Aeropuerto Internacional de Punta Cana | Air Transat (Estacional) |              |              |              |
| Total: 2 destinos (estacionales), 2 países, 1 aerolínea    |                                        |                          |              |              |              |